# Al-Mubarrad
Al-Mubarrad (المبرد)[n 1] (al-Mobarrad),[2][3] o Abū al-‘Abbās Muḥammad ibn Yazīd (Mar 25, 826 - Oct, 898), nativo de Basora, era un gran filólogo y biógrafo, gramático principal de la Escuela de Basora, rival a la Escuela de Kufa. En 860  fue llamado al tribunal del califa Abbasida al-Mutawakkil en Samarra. Cuándo el califa fue asesinado el año siguiente , se fue a Baghdād, y enseñó allí hasta su muerte. 
Un escritor prolífico, quizás el más grande de su escuela, su trabajo más conocido es Al -Kāmil ("El Perfecto Uno" o "El Completo").[4][5]
Erudito destacado del tratado de gramática de Sībawayh, "al kitab" (El Libro), impartió filología y escribió tratados importantes sobre lingüística y exegetas coránica.
Su cita para los que querían ser estudiante era:
“Te has montado a través de la gramática, apreciando su vastness y conociendo con las dificultades de sus contenidos?"[7]
- Datos: Q2829242
- Multimedia: Al-Mubarrad / Q2829242

1. ↑  Thatcher, 1911, p. 954.